# Huang Daozhou

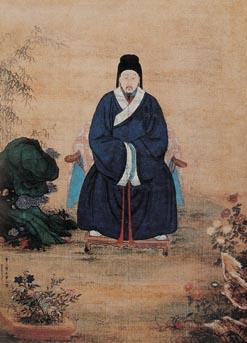
Porträt von Huang Daozhou, gemalt von Zeng Jing

Huang Daozhou (chinesisch: 黄 道 周, 1585–1646) war ein chinesischer Kalligraf, Gelehrter und Beamter der Ming-Dynastie. Huang erhielt 1622 den Grad eines Jinshi. Danach bekleidete er verschiedene Regierungsämter, darunter als Minister für Bildung. Er war dafür bekannt, den Kaisern aufrichtigen Rat zu geben. Dies machte ihn bei Kaiser Chongzhen sehr unpopulär. Als Folge wurde Huang degradiert und inhaftiert.
1644 meldete er sich freiwillig zum Kampf gegen die mandschurische Invasion. Er wurde gefangen genommen und von der mandschurischen Armee getötet.